# Aleksej Zinovjevič Petrov
Aleksej Zinovjevič Petrov (rusko Алексе́й Зино́вьевич Петро́в), ukrajinski fizik in matematik, * 28. oktober (15. oktober, ruski koledar) 1910, vas Koški, Samarska gubernija, Ruski imperij (sedaj Rusija), † 9. maj 1972, Kijev, Sovjetska zveza (sedaj Ukrajina).
Petrov je doktoriral na MGU. Od leta 1969 je bil  član Ukrajinske akademije znanosti. Med drugim je raziskoval na področju splošne teorije relativnosti in metod invariant in grup v teoriji gravitacije.